# 海伦路街道
海伦路街道是中国山东省青岛市市北区下辖的一个街道。

## 行政区划
海伦路街道下辖南昌路社区、北岭山社区、顺昌路社区、嘉定山社区、清江路社区、安达路社区、海伦路社区、哈尔滨路社区。